# Cosas que dejé en La Habana
Cosas que dejé en La Habana es una película dramático-cómica española de 1998 dirigida por Manuel Gutiérrez Aragón.

## Sinopsis
Tres hermosas hermanas cubanas llegan a Madrid para intentar buscarse la vida. Su tía Maria las recibe pero como no tienen permiso de trabajo las explota en su pequeño taller. Azucena, amiga de María, les ayudará a adaptarse mejor en la sociedad española. Pero todo explotará cuando aparece Igor, un rufián cubano que mantiene relaciones con Nena, la más pequeña de las tres hermanas, y también con Azucena.

## Reparto
- Jorge Perugorría como Igor
- Violeta Rodríguez como Nena
- Kiti Mánver como Azucena
- Isabel Santos como Rosa
- Daisy Granados como María
- Broselianda Hernández como Bruselinda
- Isabel Santos como Santos
- Pepón Nieto como Javier
- Charo Soriano como Lola